# داکس فکتوری
داکس فکتوری (روسی: Завод «Дукс») شرکت صنایع جنگ‌افزاری و هوافضای روس است، که در سال ۱۸۹۳ تأسیس شد.